# 12 Dywizja Piechoty (Carstwo Bułgarii)
12 Dywizja Piechoty (bułg. Дванадесета пехотна дивизия) – bułgarski związek taktyczny okresu Trzeciego Carstwa.
Sformowana w 1913 początkowo jako 1 Dywizja Rezerwowa, wkrótce jednak przemianowana na 12 DP. Po zakończeniu II wojny bałkańskiej w 1913 rozformowana. W 1915 sformowana ponownie początkowo, jako 12 Dywizja Zbiorcza, a następnie przemianowana na 12 DP. Rozformowana w 1918.

## Formowanie i działania

### Wojny bałkańskie
30 maja 1913 został podpisany traktat pokojowy między Imperium Osmańskim a państwami bałkańskimi kończący I wojnę bałkańską. Nie zlikwidował on jednak napięcia na Bałkanach. Wśród niedawnych sojuszników z całą ostrością ujawniły się sprzeczności w kwestii podziału wyzwolonych terytoriów. Nie widząc innego sposobu jego rozwiązania, Bułgaria zdecydowała się zaatakować swoich dotychczasowych aliantów, a dowództwo Armii Polowej przystąpiło do organizacji nowych jednostek. W czerwcu zmobilizowano sześć roczników z terenów wyzwolonych, powołano pospolite ruszenie oraz wcielono do szeregów mężczyzn posiadających zwolnienie z odbywania służby wojskowej. Dzięki temu sformowano między innymi 12 Dywizję Piechoty.
30 lipca 2013 w Bukareszcie rozpoczęły się rokowania pokojowe, a dzień później weszło w życie zawieszenie broni.
Po podpisaniu pokoju w Bukareszcie car Ferdynand I ogłosił demobilizację armii. Wykonując rozkaz o demobilizacji, w sierpniu 1913, rozformowano 12 Dywizję Piechoty.

### I wojna światowa
W toku prowadzonej wojny tworzono i odtwarzano szereg oddziałów. Pod koniec października 1915 sformowano 12 Zbiorczą Dywizję Piechoty. Rozkazem nr 403 z czerwca 1916 dywizja została przemianowana na 12 Dywizję Piechoty. Zdolność do działań dywizja uzyskała w końcu 1916, ale proces jej pełnego ukompletowania według etatu wojennego zakończony został dopiero w czerwcu 1917.

## Struktura organizacyjna
Stan w 1915 (Zbiorcza DP):
- dowództwo dywizji
- 6 pułk marszowy
- 8 pułk marszowy
- 9 pułk marszowy
- 7 pułk kawalerii
- 5 dywizjon artylerii
- jednostki pospolitego ruszenia I i II wezwania rozmieszczone w garnizonach: Orjachowo, Gigen, Somowit, Nikopol, Swisztow

Stan w 1916 (12 DP):
- dowództwo dywizji
- 9 pułk pospolitego ruszenia
- 6 pułk marszowy
- 11 pułk marszowy
- dwa szwadrony kawalerii ze składu 5 pułku kawalerii
- 5 dywizjon artylerii
- oddziały artylerii rozmieszczone w miastach garnizonowych położonych nad Dunajem.

Ogółem dywizja liczyła 98 oficerów i 9495 podoficerów i szeregowców.